# Ridoredh de Vannes
Ridoredh de Vannes serait un prince de Bretagne au IXe siècle. 
Selon une  généalogie tardive établie à l'abbaye Saint-Aubin d'Angers au XIe siècle, Ridoredh est présenté comme le père de Pascweten, prétendant au trône de Bretagne, et de son successeur Alain Ier, roi de Bretagne.

## Source
- René Poupardin « Généalogies Angevines du XIe siècle ». Dans : Mélanges d'archéologie et d'histoire T. 20, 1900. p.  199-208.